# Karma Topden
Karma Topden aussi Karma Tenzing Topden (4 mai 1941 à Gangtok - 4 août 2018 à Tadong) est un homme politique indien de la communauté bhutia-lepcha du Sikkim, membre éminent de l'Assemblée législative du Sikkim et médiateur important pour la lignée karma-kagyu du bouddhisme tibétain. 

## Biographie
Karma Topden est le fils de Martam Topden un ancien conseiller principal des chogyal du Sikkim et de Martam Amala AyiLezey, né en 1941.
Il a fréquenté le Collège Saint-Joseph à Darjeeling (« Northpoint ») et a ensuite obtenu un diplôme à l'université de Manchester en Angleterre.
Ayant suivi  des cours sur le maintien de l’ordre à Scotland Yard, il rejoint le service gouvernemental du Sikkim en 1967 et est brièvement officier de police au Sikkim, avant d’être promu secrétaire adjoint du chogyal Palden Thondup Namgyal.
Après que le Sikkim est devenu un État indien en 1975. Il a occupé divers postes de responsabilité au sein du gouvernement du Sikkim. Il est quelque temps agent commercial à la Société de commerce d’État du Sikkim à Kolkata. En 1979, lorsque le Nar Bahadur Bhandari (en) devient ministre en chef de l’État, il est nommé secrétaire du ministre en chef. Entre temps, il est admis par le service administratif indien. Par la suite, il a assumé des responsabilités supplémentaires de secrétaire, directeur du tourisme et directeur général de la Société de commerce d'Etat de Sikkim. Il a siégé au gouvernement jusqu'en 1988, date à laquelle il a démissionné de son poste. 
Il est élu à la chambre haute du Parlement indien, le Rajya Sabha, pour deux mandats, de 1988-1993 et 1994-2000. 
Il a ensuite été nommé ambassadeur de l'Inde en Mongolie pendant deux ans, d'octobre 2000 à octobre 2002, succédant à Bakula Rinpoché. Il persuada la Mongolie de soutenir la candidature de l’Inde comme membre permanent du Conseil de sécurité des Nations Unies.
La famille de Topden est liée à la lignée karma-kagyu. Son grand-père maternel originaire de Rangong, de Phodang, du Sikkim du Nord, du gouvernement Gondrung du Sikkim et de son père originaire de Martam, dans le Sikkim oriental, étaient tous deux pratiquants bouddhistes karma-kagyu. Lors de son exil consécutif au soulèvement tibétain de 1959, le 16e karmapa aurait séjourné à Martam House avant de s’installer à Rumtek. En raison de cette connexion, Karma Topden a assumé la responsabilité de veiller aux intérêts du 17e karmapa après qu’il a lui aussi quitter le Tibet en l’an 2000. Il assume alors la liaison avec le gouvernement indien et le 17e karmapa sur le plan religieux. 
Le 17e karmapa, temporairement à New-York aux Etats-Unis, lui a parlé la veille de sa mort.
Il meurt le 4 août 2018 au Central Referral Hospital Tadong, à la suite d'une longue maladie. Sa femme Cherry Topden, une femme britannique, et ses trois enfants lui survivent, à qui le karmapa a adressé ses condoléances.